# Eintracht Nordhorn
SV Eintracht Nordhorn is een Duitse sportvereniging uit Nordhorn, Landkreis Grafschaft Bentheim, Nedersaksen, vlak bij de Nederlandse grens bij Denekamp. De club is in meerdere sporten actief maar is het meest bekend voor de voetbalafdeling.

## Geschiedenis
De vereniging geniet vooral bekendheid vanwege de voetbalafdeling. De vereniging werd op 29 december 1945 als SV 45 Nordhorn opgericht om na twee jaar omgedoopt te worden in Eintracht Nordhorn.
In 1955 promoveerde de club naar de Oberliga Nord, een van de vijf hoogste klassen op dat moment. Na drie seizoenen in de lagere middenmoot volgde een degradatie in 1958/59. In het seizoen 1955/56 had de club een toeschouwerrecord van 18.000 in een wedstrijd tegen Hamburger SV. In 1961 promoveerde de club opnieuw, maar kon het behoud niet verzekeren.
Van 1976 tot 1981 speelde de club in de Amateuroberliga, de derde klasse, waar de club ook nog van 1990 tot 1993 speelde. In 1995 promoveerde de club terug naar de Oberliga, die door de invoering van de Regionalliga in 1994 nog maar de vierde klasse was. In 1997 promoveerde de club naar de Regionalliga en werd daar in 1999 vijfde. Doordat de vier reeksen naar twee herleid werden in 2000 moest de club gedwongen degraderen. Tot 2008 speelde de club in de Oberliga Nord, hierna werd de 3. Liga ingevoerd en was de Oberliga nog maar de vijfde klasse. De Oberliga Nord werd opgedeeld en de club ging nu in de Oberliga Niedersachsen spelen.
In oktober 2011 werd bekend dat Eintracht plannen had om een fusie aan te gaan met lokaalrivaal Vorwärts Nordhorn. Enkele maanden later moest de club echter een faillissementsaanvraag starten vanwege een schuld van € 250.000. De procedure werd in februari 2012 geopend. De club ging failliet en werd uit de lopende competitie gezet. De club maakte een doorstart maar moest in het seizoen 2013/14 in de Landesliga beginnen. De club werd laatste en degradeerde verder naar de Bezirksliga. In 2015 fuseerde Eintracht met de Türkische Verein Nordhorn en ging kort door het voetballeven als SV Eintracht TV Nordhorn maar al snel werd de oude naam weer aangenomen.

## Seizoensresultaten vanaf 1952
| Seizoen | Competitie                         | Niveau | Eindstand | DFB Pokal | Opmerking |
| ------- | ---------------------------------- | ------ | --------- | --------- | --- |
| 1951/52 | Amateuroberliga Niedersachsen West | II     | 2         | --        | play-off deelname Duits Amateurkampioenschap > TuS Celle: 2-2, 5-2; > kwartfinale                                         |
| 1952/53 | Amateuroberliga Niedersachsen West | II     | 1         | --        | Ziet af van promotieserie Oberliga; 2e in groep 2 Duits Amateurkampioenschap                                              |
| 1953/54 | Amateuroberliga Niedersachsen West | II     | 1         | --        | Ziet af van promotieserie Oberliga; 2e in groep 2 Duits Amateurkampioenschap                                              |
| 1954/55 | Amateuroberliga Niedersachsen West | II     | 1         | --        | winnaar promotiegroep A met SC Concordia Hamburg, TSV Havelse en VfB Lübeck                                               |
| 1955/56 | Oberliga Nord                      | I      | 12        | --        | |
| 1956/57 | Oberliga Nord                      | I      | 13        | --        | |
| 1957/58 | Oberliga Nord                      | I      | 13        | --        | |
| 1958/59 | Oberliga Nord                      | I      | 15        | --        | |
| 1959/60 | Amateuroberliga Niedersachsen West | II     | 3         | --        | |
| 1960/61 | Amateuroberliga Niedersachsen West | II     | 3         | --        | play-off > Teutonia Uelzen: 1-1, 0-0 m; winnaar promotiegroep A met Leu Braunschweig, SV Friedrichsort en Wilhelmsburg 09 |
| 1961/62 | Oberliga Nord                      | I      | 16        | --        | |
| 1962/63 | Amateuroberliga Niedersachsen West | II     | 4         | --        | invoering Bundesliga |
| 1963/64 | Amateuroberliga Niedersachsen West | III    | 6         | --        | |
| 1964/65 | Landesliga Niedersachsen           | III    | 13        | --        | |
| 1965/66 | Landesliga Niedersachsen           | III    | 10        | --        | |
| 1966/67 | Landesliga Niedersachsen           | III    | 12        | --        | |
| 1967/68 | Landesliga Niedersachsen           | III    | 9         | --        | |
| 1968/69 | Landesliga Niedersachsen           | III    | 12        | --        | |
| 1969/70 | Landesliga Niedersachsen           | III    | 7         | --        | |
| 1970/71 | Landesliga Niedersachsen           | III    | 6         | --        | Winnaar serie voor deelname aan promotieseries; 3e in promotieserie groep A                                               |
| 1971/72 | Landesliga Niedersachsen           | III    | 10        | --        | |
| 1972/73 | Landesliga Niedersachsen           | III    | 4         | --        | 1e ronde Duits amateurkampioenschap > SpVg Frechen 20: 1-5 uit/2-2 thuis                                                  |
| 1973/74 | Landesliga Niedersachsen           | III    | 6         | --        | invoering Oberliga |
| 1974/75 | Landesliga Niedersachsen           | IV     | 2         | 2e ronde  | < Bayer 04 Leverkusen: 0-2                                                                                                |
| 1975/76 | Oberliga Nord                      | III    | 9         | --        | |
| 1976/77 | Oberliga Nord                      | III    | 9         | --        | |
| 1977/78 | Oberliga Nord                      | III    | 13        | 1e ronde  | < Eintracht Braunschweig: 1-10                                                                                            |
| 1978/79 | Oberliga Nord                      | III    | 12        | 1e ronde  | < FC Gütersloh: 1-4 |
| 1979/80 | Oberliga Nord                      | III    | 16        | --        | |
| 1980/81 | Oberliga Nord                      | III    | 16        | 1e ronde  | < SC Herford: 0-3 |
| 1981/82 | Verbandsliga Niedersachsen         | IV     | 9         | --        | |
| 1982/83 | Verbandsliga Niedersachsen         | IV     | 12        | --        | |
| 1983/84 | Verbandsliga Niedersachsen         | IV     | 2         | --        | 2e in promotiegroep B met Hümmelsbütteler SV, SC Vahr en Blau-Weiß Friedrichstadt                                         |
| 1984/85 | Verbandsliga Niedersachsen         | IV     | 10        | --        | |
| 1985/86 | Verbandsliga Niedersachsen         | IV     | 5         | --        | |
| 1986/87 | Verbandsliga Niedersachsen         | IV     | 12        | --        | |
| 1987/88 | Verbandsliga Niedersachsen         | IV     | 13        | --        | |
| 1988/89 | Verbandsliga Niedersachsen         | IV     | 6         | --        | |
| 1989/90 | Verbandsliga Niedersachsen         | IV     | 3         | --        | 2e in promotiegroep A met TuS Celle, FC Süderelbe en VfB Lübeck                                                           |
| 1990/91 | Oberliga Nord                      | III    | 14        | --        | |
| 1991/92 | Oberliga Nord                      | III    | 10        | --        | |
| 1992/93 | Oberliga Nord                      | III    | 15        | --        | |
| 1993/94 | Verbandsliga Niedersachsen         | IV     | 17        | --        | |
| 1994/95 | Niedersachsenliga-West             | V      | 1         | --        | |
| 1995/96 | Oberliga Niedersachsen/Bremen      | IV     | 8         | --        | |
| 1996/97 | Oberliga Niedersachsen/Bremen      | IV     | 1         | --        | |
| 1997/98 | Regionalliga Nord                  | III    | 10        | --        | |
| 1998/99 | Regionalliga Nord                  | III    | 5         | --        | |
| 1999/00 | Regionalliga Nord                  | III    | 13        | --        | Herstructurering Regionalliga's van 4 naar 2 klassen                                                                      |
| 2000/01 | Oberliga Niedersachsen/Bremen      | IV     | 5         | --        | Ligatopscorer: Gert Goolkate (23)                                                                                         |
| 2001/02 | Oberliga Niedersachsen/Bremen      | IV     | 2         | --        | |
| 2002/03 | Oberliga Niedersachsen/Bremen      | IV     | 4         | --        | |
| 2003/04 | Oberliga Niedersachsen/Bremen      | IV     | 2         | --        | gekwalificeerd voor de éénklassige Oberliga Nord                                                                          |
| 2004/05 | Oberliga Niedersachsen/Bremen      | IV     | 4         | --        | Ligatopscorer: Gert Goolkate (44)                                                                                         |
| 2005/06 | Oberliga Niedersachsen/Bremen      | IV     | 4         | --        | |
| 2006/07 | Oberliga Niedersachsen/Bremen      | IV     | 7         | --        | |
| 2007/08 | Oberliga Niedersachsen/Bremen      | IV     | 15        | --        | invoering 3. Liga in Duitsland; Winnaar Niedersachsenpokal > Lüneburger SK, 0-0 (9-8 n.s.)                                |
| 2008/09 | Oberliga Niedersachsen-West        | V      | 2         | 1e ronde  | < Werder Bremen, 3-9 |
| 2009/10 | Oberliga Niedersachsen-West        | V      | 6         | --        | gekwalificeerd voor de éénklassige Oberliga Niedersachsen                                                                 |
| 2010/11 | Oberliga Niedersachsen             | V      | 9         | --        | |
| 2011/12 | Oberliga Niedersachsen             | V      | 17        | --        | Failliet, Eintracht eindigde als 7e maar alle wedstrijden werden ongeldig verklaard                                       |
| 2012/13 | Landesliga Weser/Ems               | VI     | 13        | --        | |
| 2013/14 | Landesliga Weser/Ems               | VI     | 18        | --        | |
| 2014/15 | Bezirksliga Weser/Ems-3            | VII    | 8         | --        | |
| 2015/16 | Bezirksliga Weser/Ems-3            | VII    | 12        | --        | Fusie met Türkische Verein Nordhorn                                                                                       |
| 2016/17 | Bezirksliga Weser/Ems-3            | VII    | 6         | --        | |
| 2017/18 | Bezirksliga Weser/Ems-3            | VII    | 11        | --        | |
| 2018/19 | Bezirksliga Weser/Ems-3            | VII    | 11        | --        | |
| 2019/20 | Bezirksliga Weser/Ems-3            | VII    | 4         | --        | competitie afgebroken i.v.m. coronapandemie                                                                               |
| 2020/21 | Bezirksliga Weser/Ems-3            | VII    | --        | --        | Competitie afgebroken i.v.m. coronapandemie. Er wordt geen stand opgemaakt.                                               |
| 2021/22 | Bezirksliga Weser/Ems-3            | VII    | 2         | --        | Ligatopscorer: Kamaljit Singh (55)                                                                                        |
| 2022/23 | Bezirksliga Weser/Ems-3            | VII    | 2         | --        | |
| 2023/24 | Bezirksliga Weser/Ems-3            | VII    | 3         | --        | |
| 2024/25 | Bezirksliga Weser/Ems-3            | VII    | 1         | --        | |
| 2025/26 | Landesliga Weser/Ems               | VI     | .         | --        | |

## Bekende (oud-)spelers
- Sergio Babb
- Kåre Becker
- Kenan Durmuşoğlu
- Ruud ter Heide
- Mitch Stockentree
- Theo Vonk
- Johannes Yarbug
- Erwin Looms